# Rana pyrenaica
Rana pyrenaica là một loài ếch trong họ Ranidae.
Nó được tìm thấy ở Pháp và Tây Ban Nha. Tên của nó tại Tây Ban Nha là Rana pirenaica.
Các môi trường sống tự nhiên của chúng là sông và sông có nước theo mùa. Rana pyrenaica hiện đang bị đe dọa vì mất môi trường sống.

## Hình ảnh

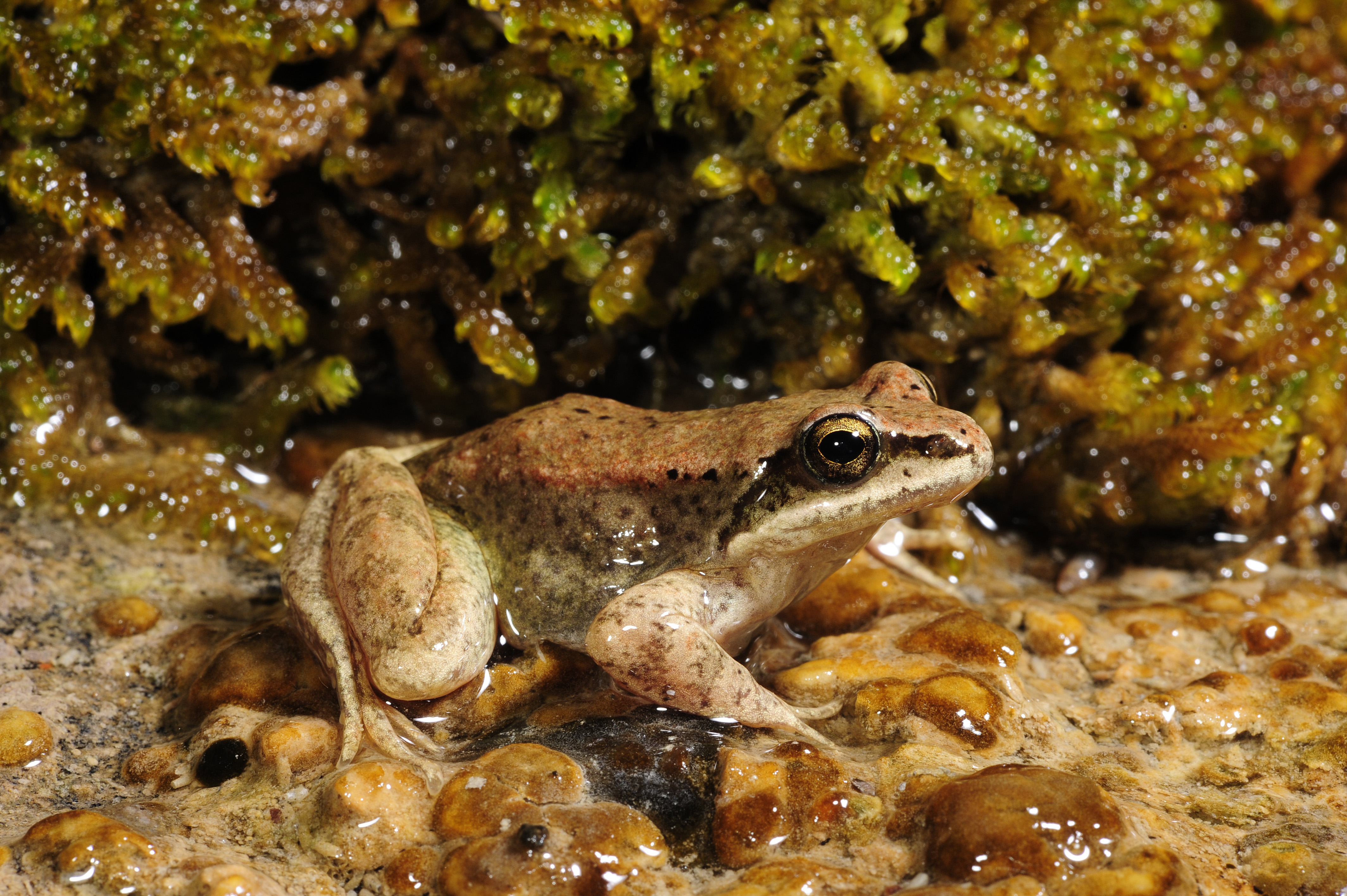
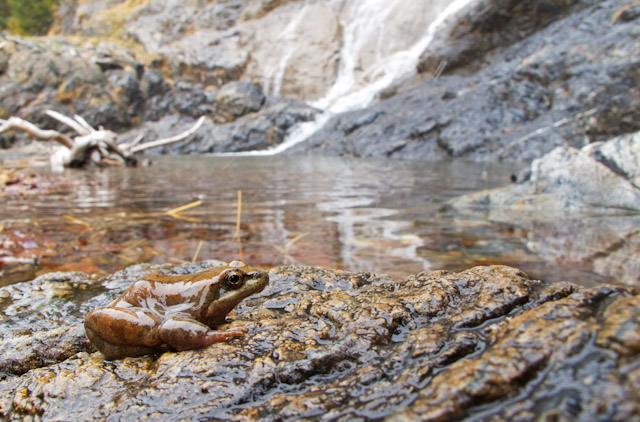
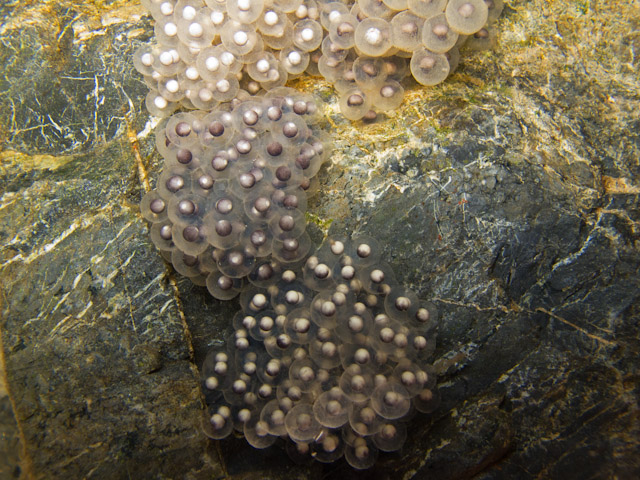
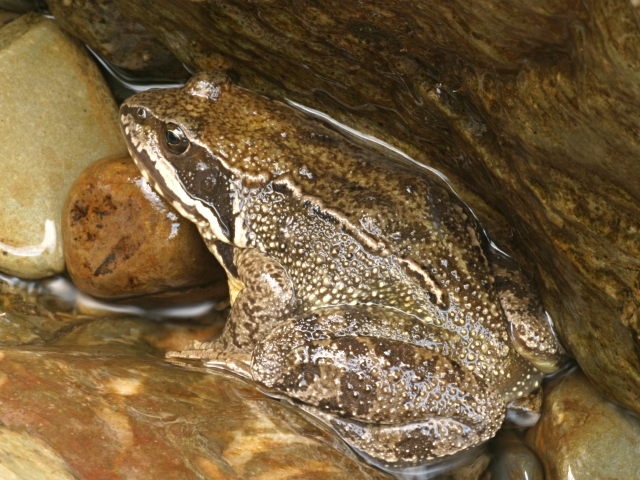